# فهرست جزیره‌های دنیا
این فهرست لیستی از جزایر در جهان است که توسط اقیانوس‌ها، قاره‌ها و … دسته‌بندی شده‌است. لیست‌های دیگر جزایر را در زیر ببینید.
‌‌‌‌‌‌‌

## آسیا
- فهرست جزایر جمهوری آذربایجان
- فهرست جزایر بحرین
- جزایر بنگلادش
- جزایر برونئی
- جزایر کامبوج
- جزایر چین
- جزایر هنگ کنگ
- جزایر ماکائو
- جزایر تیمور شرقی
- جزایر اندونزی
- فهرست جزیره‌های ایران
- جزایر عراق
- جزایر کره شمالی
- جزایر کره جنوبی
- جزایر کویت
- جزایر مالزی
- جغرافیای میانمار
- جزایر پاکستان
- جزیره‌های فیلیپین
- جزایر قطر
- جزایر سنگاپور
- جزایر سریلانکا
- جزایر تایوان
- جزایر امارات متحده عربی

## اروپا
- جزایر آلبانی
- جزایر بلغارستان
- جزایر کرواسی
- جزایر امارات متحده عربی
- جزایر قبرس
- جزایر استونی
- جزایر فارو
- جزایر فنلاند
- جزایر فرانسه
- جزایر آلمان
- فهرست جزیره‌های یونان
- جزایر گورنسی
- جزایر ایسلند
- جزایر جمهوری ایرلند و ایرلند شمالی
- جزایر ایتالیا
- جزایر جرسی
- جزایر مقدونیه
- مالت
- جزیره مرد
- جزایر مونته‌نگرو
- جزایر هلند
- جزایر نروژ
- جزایر لهستان
- جزایر کشور پرتغال
- جزایر رومانی
- جزایر روسیه
- جزایر صربستان
- جزایر اسلواکی
- جزایراسلوونی
- جزایر اسپانیا
- جزایر سوئد
- جزایر سوئیس
- جزایر ترکیه
- جزایر اوکراین
- جزایر بریتانیا
- جزایر انگلستان
- جزایر اسکاتلند
- جزایر ولز

## آمریکای شمالی
- جزایر بلیز
- جزایر کانادا
- جزایر کاستاریکا
- جزایر کوبا
- جزایر السالوادور
- جزایر گواتمالا
- جزایر هائیتی
- جزایر هندوراس
- جزایر جامائیکا
- جزایر مکزیک
- جزایر نیکاراگوئه
- جزایر پاناما
- جزایر ایالات متحده

## اقیانوسیه
- جزایر ساموآ آمریکا
- جزایر استرالیا
- جزایر فیجی
- کیریباتی
- فهرست جزیره‌های جزایر مارشال
- میکرونزی
- نائورو
- جزایر کالدونیای جدید
- جزایر نیوزلند
- جزایر پالائو
- جزایر پاپوآ گینه نو
- جزایر ساموآ
- جزایر سلیمان
- جزایر تونگا

## آمریکای جنوبی
- جزایر آرژانتین
- جزایر بولیوی
- جزایربرزیل
- جزایر شیلی
- جزایرکلمبیا
- جزایر اکوادور
- فهرست جزایر فالکلند
- جزایر گویان فرانسه
- جزایر گایانا
- جزایر پاراگوئه
- جزایر پرو
- جزایر سورینام
- جزایر ترینیداد و توباگو
- جزایر اروگوئه
- جزایر ونزوئلا

## فهرست جزایر باستانی
- آفرو–اوراسیا
- آلفونس اتل سیشل
- قاره آمریکا
- جنوبگان
- استرالیا (قاره)
- جزیره آتشفشانی باستانی Cargados Carajos
- جزایر هاوایی
- بانک Chagos بزرگ
- ایلی دو سواد - بانکهای آفریقایی
- جزایر جزیره ، اقیانوس آرام
- جزایر اینترمنتون، اقیانوس آرام
- سیشل
- بانک نظارت
- مجمع‌الجزایر چاگوس
- اوون بانک (سیشل)
- سایا د ماله
- سودان، Mascarenes
- بانک تورپ، سیشل
- بانک توازع، سیشل
- Walters Shoals

## فهرست جزایر به ترتیب آبها
توسط اقیانوس:
- جزایر اقیانوس اطلس
- جزایر دریای بالتیک
- جزایر دریای سیاه
- جزایر دریای آزوف
- جزایر دریای ایرلندی
- جزایر دریای مدیترانه
- جزایر دریای آدریاتیک
- جزایر دریای اژه
- جزایر ایونی
- جزایر دریای کارائیب
- جزایر قطب جنوب
- فهرست جزایر اقیانوس منجمد شمالی
- جزیره‌های اقیانوس هند
- فهرست جزیره‌های خلیج فارس
- جزایر اقیانوس آرام
- جزایر دریای چین شرقی
- دریای چین جنوبی
- جزایراقیانوس جنوبی

دیگر آبها:
- جزایر دریاچه‌ها
- جزایر دریاچه‌های بزرگ (آمریکای شمالی)
- جزایر رودخانه‌ها
- جزایر رود دانوب

## فهرست جزایر بر حسب قاره
- جزایر آفریقا
- جزایر قطب جنوب و اقیانوس جنوبی
- جزایر استرالیا
- جزایر آسیا
- جزایر اروپا
- جزایر قاره آمریکا
- جزایر آمریکای مرکزی
- جزایر آمریکای شمالی
- جزایر آمریکای جنوبی

## لیست‌های دیگر جزایر
- پهنه آبی
- فهرست مجمع الجزایرها
- فهرست مجمع الجزایر بر حسب تعداد
- فهرست جزایر مصنوعی
- فهرست جزایر تقسیم شده
- فهرست جزایر داستانی
- فهرست کشورهای جزیره
- فهرست جزیره‌ها بر اساس قاره
- فهرست جزایر بر حسب مرتفع‌ترین نقطه
- فهرست جزایر مشهور
- فهرست جزایر بر حسب جمعیت
- فهرست جزایر با تراکم جمعیت
- فهرست جزایر در دریاچه‌ها
- فهرست جزایر به نام مردم
- فهرست جزایر اتحادیه اروپا
- جزیره شخصی
- جزیره فانتوم